# Trish (prénom)
Pour l’article ayant un titre homophone, voir Triche.
Trish est un prénom féminin, porté surtout aux États-Unis et dans les autres pays anglophones.

## Personnalités
Pour les articles sur les personnes portant ce prénom, consulter les listes générées automatiquement pour Trish